# William Nott

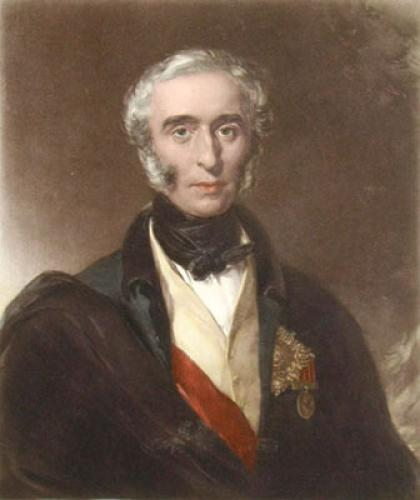
Sir William Nott, von J. Deffett Francis

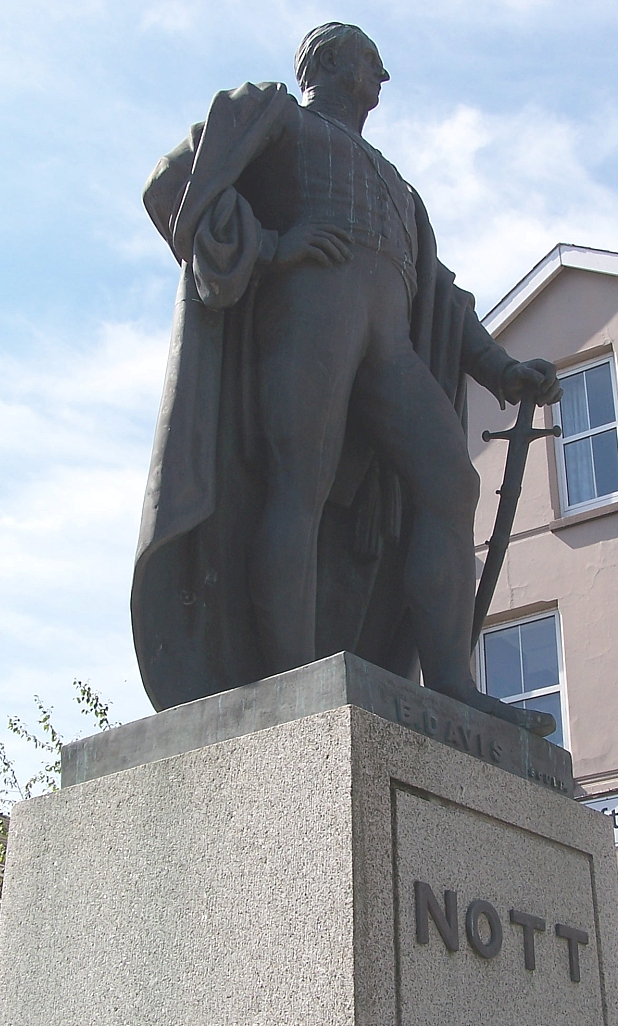
Standbild von General William Nott auf dem Nott Square, Carmarthen

Sir William Nott GCB (* 20. Januar 1782 in Neath, Glamorganshire; † 1. Januar 1845 in Carmarthen) war General der Britischen Ostindien-Kompanie.

## Leben
Der Sohn eines Gastwirts trat 1798 in eine Freiwilligeneinheit in seiner Heimatstadt Carmarthen ein. 1800 schiffte er sich nach Indien ein und wurde dort Offizier im Bengal European Regiment. 1826 quittierte er im Rang eines Majors den Dienst, kehrte nach Wales zurück und erwarb dort ein Landgut, das er jedoch wegen finanzieller Schwierigkeiten wieder veräußern musste. 1837 kehrte er nach Indien zurück, wo er den Befehl über das 38. Eingeborenenregiment erhielt. 1838 wurde er zum Brigadier befördert.
Als die Army of the Indus im Ersten Anglo-Afghanischen Krieg in das Emirat Afghanistan einmarschierte übernahm William Nott die 2. Infanteriebrigade der Bengal Division. Nach der erfolgreichen Besetzung des Landesb erhielt den Befehl über den gesamten Bereich Sindh und den Süden Afghanistans. Sein Hauptquartier hatte er seit Januar 1841 in Kandahar. Im kritischen Winter 1841/42 hielt Nott die von den Afghanen belagerte Garnison Kandahar und schlug mit zwei Ausfällen, im Januar und im März, die Belagerer in die Flucht. Als er im Juli 1842 den Befehl erhielt, aus Kandahar abzurücken und sich mit seiner 5000 Mann starken Truppe aus Afghanistan zurückzuziehen, marschierte er in freier Auslegung des unklar formulierten Befehls über Khelat-i-Gilzie in Richtung Ghazni vor, wo er am 30. August 1842 die an Zahl mehr als zweifach überlegenen Afghanen unter dem Kommando von Schamsedin Khan vernichtend schlug. Nachdem er Anfang September die Stadt und die Zitadelle Ghasni erobert und zerstört hatte, setzte er seinen Marsch nach Kabul fort, wo sich seine Truppen am 17. September mit denen des Generals George Pollock vereinten.
Major-General William Nott war einer der erfolgreichsten Truppenführer des gesamten Feldzuges. Während sich der Rückzug von Elphinstones Division aus Kabul zu einem der größten Desaster der britischen Armeegeschichte entwickelte, erzielten Notts Truppen eine ununterbrochene Kette von Siegen. Zum Dank für seine Verdienste erhielt Nott den lukrativen Posten des britischen Residenten in Lucknow (30. Nov. 1842), den Dank beider Häuser des Parlaments und wurde im Januar 1843 als Knight Grand Cross des Order of the Bath (GCB) geadelt.
1843 musste Nott wegen seines schlechten Gesundheitszustands nach Großbritannien zurückkehren. Von der Ostindien-Kompanie mit einer jährlichen Pension von 1000 Pfund Sterling ausgestattet, konnte er sein Gut Job's Well zurückkaufen, starb aber schon wenige Monate später. Sein 1851 errichtetes Standbild steht auf dem heutigen Nott Square in Carmarthen. Sein Großkreuz und die Afghanistan-Medaille sind im Carmarthenshire County Museum in Carmarthen ausgestellt.

### Familie
Er heiratete am 5. Oktober 1805 in Calcutta Letitia Swinhoe (1788–1838). Das Paar hatte 14 Kinder, von denen 5 den Vater überlebten. Nach dem Tod seiner Frau heiratete er im Juni 1843 Lucknow Rosa Wilson Dore, eine Tochter des Majors P. L. Dore.